# Casio Wave Ceptor
Casio Wave Ceptor is een reeks radiogestuurde horloges van het Japanse elektronicamerk Casio. 

## Extreme accuraatheid
Wave Ceptor-horloges kenmerken zich door hun extreme accuraatheid vanwege de mogelijkheid tijdsignalen te ontvangen van verschillende radiotorens over de hele wereld. Deze signalen worden doorgaans aangedreven door ultra-nauwkeurige atoomklokken. Door daarmee te synchroniseren behoren de Wave Ceptor-horloges tot de meest accurate horloges ter wereld. De afwijking van een atoomklok bedraagt veelal slechts ongeveer 1 seconde per 5 miljard jaar, ofwel: de onnauwkeurigheid bedraagt 6 × 10−18. Vanwege de synchronisatie bereiken horloges op lange termijn dezelfde nauwkeurigheid als de atoomklokken die de tijdsignalen aandrijven.
Radiogestuurde horloges zijn veelal kwartshorloges die niet handmatig ingesteld hoeven te worden. Tijd, datum, zomertijd en jaar worden via de ether ontvangen, op basis waarvan het horloge zich automatisch instelt of aanpast. Vanwege het energiegebruik staat het horloge niet continu met de zender in verbinding, maar wordt het (kwarts)uurwerk via de ether gesynchroniseerd. De Wave Ceptor-lijn doet dit dagelijks, iedere nacht vijfmaal tussen 00:00 uur en 04:00 uur. Na synchronisatie (en in gebieden buiten het bereik van een tijdzender) beschikt het horloge over een nauwkeurigheid die equivalent is aan die van een standaard kwartshorloge.
Uit een (in maart 2010 gepubliceerd) onderzoek van Michael A Lombardi, verbonden aan het National Institute of Standards and Technology, bleek dat de maximale afwijking van dergelijke radiogestuurde kwartshorloges maximaal 450 milliseconden bedraagt. Vanwege de dagelijkse synchronisatie met een atoomklok loopt deze afwijking nooit verder op, maar wordt die afwijking dagelijks weer hersteld naar de exact juiste tijd. Daarmee bereikt een dergelijk horloge, met een eeuwigdurende afwijking van maximaal 450 milliseconden, een extreem hoog niveau van accuraatheid. Deze accuraatheid kan niet worden bereikt met mechanische uurwerken, die deze functie van synchronisatie niet hebben. Uitzondering daarop zijn de atoomklokken zelf.

## Zenders
De ontvangers waarop de radiogestuurde horloges afstemmen variëren per model. In Europa kan afgestemd worden op het 77,5kHz-tijdsignaal van radiostation DCF77 gelegen in Mainflingen (Duitsland) en het 60 kHz MSF-signaal bij Anthorn (voorheen verzonden vanuit Rugby in het Verenigd Koninkrijk). In Europa is het ontvangstbereik ongeveer 1500 tot 2000 kilometer vanaf de antenne. In de Verenigde Staten kan worden afgestemd op het 60kHz-signaal van WWVB bij Fort Collins. In Japan kan worden afgestemd op het 40kHz-signaal van JJY op Mount Otakadoya, dicht bij Fukushima (Ohtakadoyayama) en het 60kHz-signaal van de Haganeyama Transmitter in Haganeyama. In China kan worden afgestemd op het 68kHz-signaal van BPC in Shangqiu.
Sommige horloges kunnen alleen enkele van deze signalen herkennen en verwerken. De Casio Wave Ceptor WVA-109-7AVER is bijvoorbeeld uitsluitend bedoeld voor de Europese markt en kan dan ook alleen signalen ontvangen van DCF77 in Mainflingen en het MSF-signaal in Anthorn. Gebruik van dit horloge in andere delen van de wereld betekent dus, dat teruggevallen wordt op de kwartsnauwkeurigheid van het horloge zelf, totdat er weer synchronisatie kan plaatsvinden met DCF77 of MSF. Concreet moet het horloge dan op een locatie zijn binnen een afstand van 1500 tot 2000 kilometer van een van deze twee zenders.

## Multi band 6

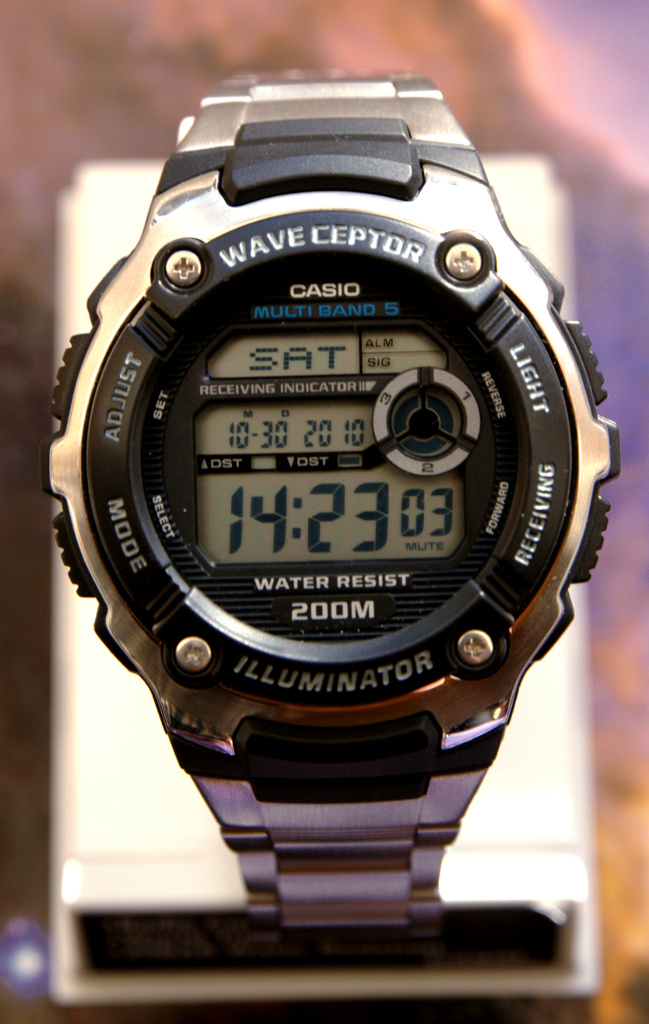
WV-200DE met multi band 5

Multi band 6 radiogestuurde horloges kunnen afstemmen op alle 6 beschikbare zenders, en kunnen gezien worden als de opvolger van wave ceptor en multi band 5. 
Veel van de Casio G-Shock horloges zijn verkrijgbaar met multi-band 6.

## Andere radiogestuurde uurwerken
De Wave Ceptor-reeks van het Japanse merk Casio zijn niet de enige radiogestuurde horloges op de markt. De Duitse fabrikant Junghans en andere Japanse fabrikanten zoals Seiko en Citizen produceren ook horloges met deze functie. Daarnaast zijn in Duitsland onder onbekende(re) merknamen veel wekkers en klokken tegen zeer lage prijzen te koop met deze functie, bekend onder het begrip Funkuhr.